# 프리드리히 폰 호엔촐레른 공자

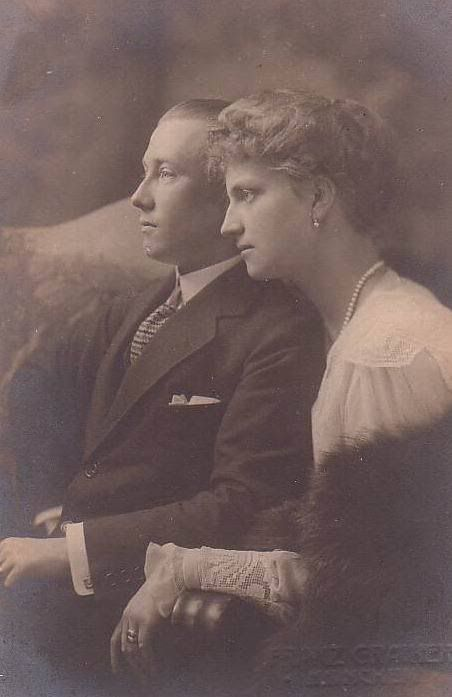
프리드리히 폰 호엔촐레른 공자와 그의 부인

호엔촐레른 공자 프리드리히(Frederick, Prince of Hohenzollern, 1891년 8월 30일 ~ 1965년 2월 6일)는 빌헬름 폰 호엔촐레른 공자와 부르봉양시칠리아 공주 마리아 테레사의 장남이었다. 그에게는 쌍둥이 형제인 프란츠 요제프 폰 호엔촐레른엠덴 공자가 있었는데, 그는 태어난 지 몇 분 후에 태어났다.